# Aleksandr Pogoriełow
Aleksandr Giennadjewicz Pogoriełow (ros. Александр Геннадьевич Погорелов; ur. 10 stycznia 1980 w Kursku) – rosyjski lekkoatleta, wieloboista. Brązowy medalista mistrzostw świata (Berlin 2009), 4. uczestnik Igrzysk Olimpijskich z Pekinu w dziesięcioboju.
Brał udział w Igrzyskach Olimpijskich w 2004, gdzie zajął 11. miejsce oraz w mistrzostwach świata w 2005, gdzie był piąty. Zajął 4. miejsce w dziesięcioboju na mistrzostwach Europy w 2006 w Göteborgu. Dwukrotnie zdobywał srebrny medal halowych mistrzostwach Europy – w 2005 i w 2007. Cztery razy (2002, 2006, 2007 i 2008) był halowym mistrzem Rosji w siedmioboju.

## Rekordy życiowe
- 100 metrów – 10,86 (2005)
- 400 metrów – 50,16 (2005)
- 1500 metrów – 4:47,63 (2004)
- 110 metrów przez płotki – 14,14 (2005)
- Skok wzwyż – 2,15 (2002)
- Skok o tyczce (stadion) – 5,10 (2005 & 2006 & 2009)
- Skok o tyczce (hala) – 5,10 (2006 & 2007)
- Skok w dal (stadion) – 7,74 (2002)
- Skok w dal (hala) – 7,80 (2008)
- Pchnięcie kulą – 16,65 (2009)
- Pchnięcie kulą (hala) – 16,86 (2010)
- Rzut dyskiem – 50,17 (2008)
- Rzut oszczepem – 65,57 (2008)
- Dziesięciobój lekkoatletyczny – 8528 pkt (2009)
- Siedmiobój lekkoatletyczny (hala) – 6229 pkt (2006)

## Osiągnięcia
| Rok  | Zawody | Miejsce                     | Pozycja      | konkurencja   |
| ---- | ------ | --------------------------- | ------------ | ------------- |
| 2002 | ME     | Monachium, Niemcy           | 8.           | dziesięciobój |
| 2003 | HMŚ    | Birmingham, Wielka Brytania | 6.           | siedmiobój    |
| 2003 | MŚ     | Paryż, Francja              | nie ukończył | dziesięciobój |
| 2004 | HMŚ    | Budapeszt, Węgry            | 6.           | siedmiobój    |
| 2004 | IO     | Ateny, Grecja               | 11.          | dziesięciobój |
| 2005 | HME    | Madryt, Hiszpania           | 2.           | siedmiobój    |
| 2005 | MŚ     | Helsinki, Finlandia         | 5.           | dziesięciobój |
| 2006 | HMŚ    | Moskwa, Rosja               | 6.           | siedmiobój    |
| 2006 | ME     | Göteborg, Szwecja           | 4.           | dziesięciobój |
| 2007 | HME    | Birmingham, Wielka Brytania | 2.           | siedmiobój    |
| 2008 | IO     | Pekin, Chiny                | 4.           | dziesięciobój |
| 2009 | MŚ     | Berlin, Niemcy              | 3.           | dziesięciobój |
| 2010 | HMŚ    | Doha, Katar                 | nie ukończył | siedmiobój    |